# Jezioro Trzebielskie
Trzebielskie Jezioro (Trzebielsk) (kasz. Trzebielsczé Jezoro) – jezioro wytopiskowe na Równinie Charzykowskiej (w regionie Kaszub, zwanym Gochami) w powiecie bytowskim (województwo pomorskie) o urozmaiconej linii brzegowej z dwoma wyspami (jedna z nich została objęta ornitologicznym rezerwatem "Ostrów Trzebielski"). Z jeziora wypływa rzeka Prądzonka.
Powierzchnia całkowita: 72 ha.